# Ledaspis atalantiae
Ledaspis atalantiae är en insektsart som först beskrevs av Takahashi 1933.  Ledaspis atalantiae ingår i släktet Ledaspis och familjen pansarsköldlöss. Inga underarter finns listade i Catalogue of Life.